# Jan Heintze
Jan Heintze Larsen (Tårnby, 17 de agosto de 1963) é um ex-futebolista dinamarquês que atuava como lateral-esquerdo.

## Carreira

### Clubes
Como jogador profissional, Heintze jogou apenas em uma equipe de seu país, o Kastrup Boldklub, onde iniciou a carreira em 1981 e ficou por uma temporada, quando assinou com o PSV Eindhoven.
Na equipe holandesa, permaneceu durante 12 anos, com 313 partidas disputadas e 6 gols, além de 10 títulos (com destaque para a Taça dos Clubes Campeões Europeus de 1987–88). Deixou o PSV em 1994 para jogar no futebol alemão, passando por Bayer Uerdingen e Bayer Leverkusen antes de voltar à Holanda em 1999. Encerrou sua carreira em 2003.

## Seleção Dinamarquesa
Tendo estreado pela Seleção Dinamarquesa em abril de 1987, Heintze integrou o elenco que disputou a Eurocopa disputada no ano seguinte. Não convocado para a edição de 1992, na qual a Dinamarca foi campeã, devido a problemas com o técnico Richard Møller Nielsen, além de não ter jogado a Eurocopa de 1996. Só voltaria a disputar o torneio em 2000, aos 36 anos.
Em Copas, Heintze atuou nas edições de 1998 e 2002. Nesta última, substituiu o goleiro Peter Schmeichel, que encerrara a carreira internacional em 2001, como capitão do time, além de ter sido o único remanescente da equipe que jogou a Eurocopa de 1988 em atividade na seleção, pela qual atuou em 86 jogos e marcou 4 gols.

## Títulos
PSV Eindhoven
- Eredivisie (9): 1985–86, 1986–87, 1987–88, 1988–89, 1990–91, 1991–92, 1999–2000, 2000–01, 2002–03
- KNVB Cup: 1987–88, 1988–89, 1989–90
- Johan Cruijff-schaal:  1992, 2000, 2001
- European Cup: [1987–88

## Biografia
- Jan Heintze, "Tyve år på toppen" (20 anos no topo), Dinamarca, 2002, ISBN 87-7714-459-7

## Vida pessoal
Jan Heintze mora na Holanda, em Nuenen.